# Moxostoma congestum
Moxostoma congestum là một loài cá vây tia trong họ Catostomidae. Nó được tìm thấy ở México và Hoa Kỳ.